# Ville-au-Montois
Ville-au-Montois é uma comuna francesa na região administrativa de Grande Leste, no departamento de Meurthe-et-Moselle. Estende-se por uma área de 12,33 km². Em 2010 a comuna tinha 273 habitantes (densidade: 22,1 hab./km²).